# Cyclocodon parviflorus
Cyclocodon parviflorus là loài thực vật có hoa trong họ Hoa chuông. Loài này được (Wall. ex A.DC.) Hook.f. & Thomson mô tả khoa học đầu tiên năm 1858.